# Sarah Hyland
Sarah Jane Hyland (Manhattan, Nova Iorque, 24 de novembro de 1990) é uma atriz norte-americana. Ela frequentou a Professional Performing Arts School, depois teve pequenos papéis nos filmes Private Parts (1997), Annie (1999) e Blind Date (2007). Ela é mais popularmente conhecida por interpretar a personagem Haley Dunphy no seriado da ABC, Modern Family (2009–2020), pelo qual recebeu aclamação da crítica e numerosos elogios e indicações, compartilhando quatro Screen Actors Guild Award para Melhor Elenco em Série de Comédia com seus membros do elenco e ganhando uma indicação ao Critics' Choice Television Award de Melhor Atriz Coadjuvante em Série de Comédia.
Hyland também é conhecida por seus papéis nos filmes Geek Charming (2011), Struck by Lightning (2012), Scary Movie 5 (2013), Vampire Academy (2014), See You in Valhalla (2015), XOXO (2016), Dirty Dancing (2017) e The Wedding Year (2019).

## Biografia
Sarah Hyland nasceu em Manhattan, Nova Iorque. É filha dos atores Melissa Canaday e Edward James Hyland, além de ser irmã mais velha de Ian Hyland. Ela estudou na Escola de Artes Performáticas Profissionais em Manhattan. Hyland possui descendência escocesa, o nome Hyland vem da junção das palavras em Inglês High e Land, americanizado para Hyland quando seus antepassados chegarem na Ilha Ellis, vindos das terras altas , em inglês High Lands, situadas na Escócia.

## Carreira
Sarah começou a carreira com a idade de 4 anos com o comercial de voz. Seu primeiro filme foi O Rei da Baixaria (1997). Ela então fez o filme A Razão do Meu Afeto (1998) e, em seguida, passou um tempo em "Another World" (1964) como "Rain Wolfe", uma criança encontrada no parque, e promovida por Josie e Gary. Sarah trabalhou com Amy Carlson várias vezes: "Falcone" (2000), "Law & Order" (1990) e "Law & Order: Trial by Jury" (2005). Sarah foi escalada como uma das jovens Audrey Hepburn em filme biográfico. No mesmo ano, ela foi lançada como Molly, em Annie (1999) da ABC, contracenando ao lado de Kathy Bates, Audra McDonald, Alan Cumming, Victor Garber e Kristin Chenoweth. Além de toda a sua obra cinematográfica e televisiva, Sarah estudou voz, ballet, jazz, hip-hop, sapateado, Teatro e Dança.

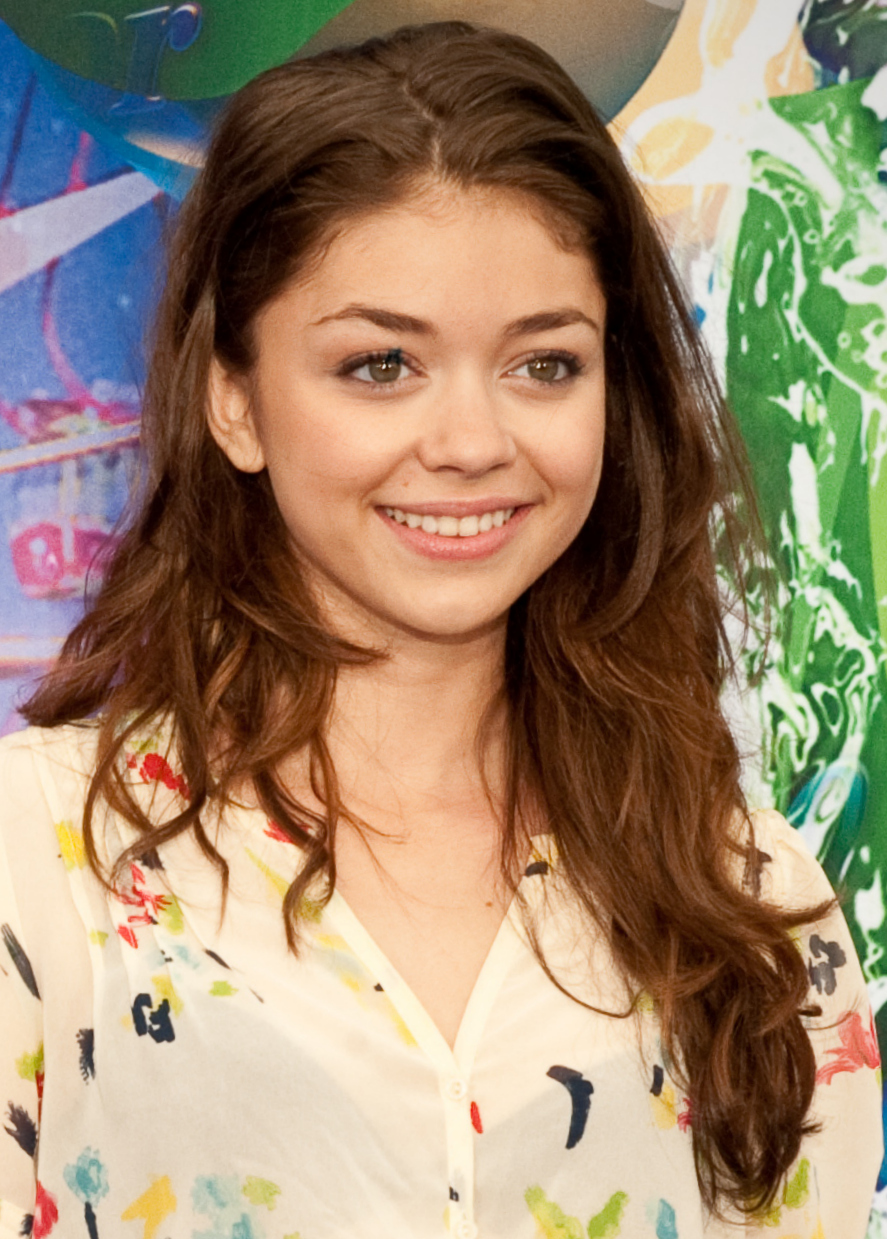
Hyland em 2010.

Sarah passou a maior parte de seu tempo trabalhando em cinema, televisão, anúncios de rádio e para expressar sua paixão. Ao mesmo tempo viajava com seu pai, Edward James Hyland , enquanto ele trabalhava em muitos teatros diferentes do país. Ela foi educada em casa por sua mãe até o 2º ano e, em seguida, freqüentou a escola pública. Na 6 ª série, ela foi aceita em PPAS (Professional Performing Arts School) onde ficou até se formar em 2008. Quando Sarah completou 18 anos, ela se mudou para Los Angeles, e, dentro de duas semanas, tinha estreado na série "Modern Family" (2009). Até o momento, Sarah retrata Haley Dunphy, a filha mais velha Dunphy. Modern Family (2009) ganhou vários prêmio de mais notavelmente o Emmy para Comédia.
Antes de se mudar para Los Angeles, Sarah fez uma multidão de cinema e televisão e, na idade de 11 1/2, ela fez sua etapa de estréia em Papermill Playhouse em Millburn, NJ no papel-título de "Annie". De lá, Sarah adicionou muitas mais produções de palco para seu currículo, incluindo "Bad Girls", "parte escura da Floresta" e ambas produções dentro e fora da Broadway de "Grey Gardens", no papel de "Jackie Bouvier". "Grey Gardens" foi nomeado para Melhor Musical no Tony Awards, e Christine Ebersole e Mary Louise Wilson ganhou Melhor Atriz e Melhor Atriz Coadjuvante de Tony por seu trabalho. William Ivey longa ganhou o prêmio de seu figurino. Sarah também fez workshops de desenvolvimento, inclusive: "Princesa A Little", "Bye Bye Birdie", e "Shrek, o Musical", para citar alguns Sarah trabalhou com alguns dos melhores talentos na indústria: Tim Robbins, Stanley Tucci, Ian Holmes, Steve Martin, John Turturro, Hope Davis, Keir Dullea, Frances Fisher, Brooke Shields, Kim Raver, Lindsay Price, Timothy Busfield, entre tantos outros talentos incríveis. Ela estrelou em "O Toque De Um Anjo" (1994), "Law & Order: Trial by Jury" (2005) e duas vezes em "Law & Order: SVU" (1999). Seu segundo turno em "Law & Order: SVU" no episódio da "Hothouse "deu-lhe um papel de destaque onde ela retratou" os bancos Jennifer", um estudante de uma escola para superdotados que mata seu companheiro de quarto drogando ele.
Seu trabalho em Lipstick Jungle (2008), como Maddie Healy, ainda exibiu seu talento e, por causa do cancelamento do LJ, puxou-a para Los Angeles e do papel de Haley Dunphy em Modern Family (2009).
Em 2011, interpretou Dylan, a personagem principal em Um Geek Encantador da Disney Chanel.
Seu irmão, Ian Hyland, é também um ator e, embora a maioria ache que Ian é seu irmão mais velho, ele é realmente 4 anos mais novo que ela. Atualmente, seu pai é um ator de cinema com sede de Nova York e sua mãe é uma treinadora de jovens atores.
Em 2014, Sarah interpretou a vampira Moroi, Natalie Dashkov, no filme Vampire Academy,  adaptação do livro homônimo, de Richelle Mead.

## Vida pessoal
Hyland foi diagnosticada com displasia renal ainda criança e recebeu um transplante de rim de seu pai em abril de 2012. Esse rim falhou depois de alguns anos, o que a levou a um segundo transplante renal em setembro de 2017, doado pelo seu irmão mais novo, Ian.  Sarah faz uso de medicamentos e esteróides anti-rejeição regulares para garantir que o seu corpo não rejeitasse o rim doado. Consequentemente, ela tem dificuldade em manter o peso e a massa muscular, e tem sido colocada em repouso várias vezes, às vezes continuando a filmar Modern Family simultaneamente.
Hyland namorou Matt Prokop, co-protagonista de Geek Charming, por vários anos após se terem conhecido em 2010. Em agosto de 2014, ela obteve uma ordem de restrição temporária contra o Prokop por violência doméstica, por ela ter sofrido abuso físico e verbal durante os quatro anos do seu relacionamento. Em outubro de 2014, a ordem judicial tornou-se permanente. Hyland esteve num relacionamento com o ator britânico, Dominic Sherwood, de fevereiro de 2015, quando se conheceram no set de Vampire Academy, até 2017, quando o relacionamento chegou ao fim.
Sarah está atualmente casada com o alume de The Bachelorette e Bachelor in Paradise, Wells Adams, relacionamento que começou em novembro de 2017. Em agosto de 2018, eles passaram a morar juntos em Los Angeles. Em julho de 2019, anunciaram o noivado.
Em dezembro de 2018, num artigo para a revista Self, Sarah afirmou ter tido depressão e que havia pensado em suicídio, pois sentia que era um fardo para sua família e se culpava pelo fato do seu corpo ter rejeitado o rim do seu pai. Também afirmou ter tido endometriose e hérnia. Desde o nascimento, ela foi submetida a 16 cirurgias para melhorar a sua saúde, incluindo várias cirurgias renais e uma cirurgia laparoscópica para tratar a sua endometriose. A atriz também revelou ter feito um segundo transplante de rim, este doado pelo seu irmão, depois do primeiro órgão que recebeu do pai ter sido rejeitado pelo seu organismo. Atualmente, declara estar estável e feliz.
Sarah e Adams se casaram em 20 de agosto de 2022, em um vinhedo da Califórnia com a presença do elenco da série Modern Family, depois de celebrar um chá de panela ao ar livre no início de junho, com Jesse Tyler Ferguson oficiando o casamento. Eles atualmente residem em Los Angeles.

## Filmografia

### Cinema
| Ano  | Filme                                                              | Personagem                | Notas                              |
| ---- | ------------------------------------------------------------------ | ------------------------- | ---------------------------------- |
| 1997 | A Tall Winter's Tale                                               | Elizabeth                 |                                    |
| 1997 | Private Parts                                                      | Filha do Howard           |                                    |
| 1998 | The Object of My Affection                                         | Molly                     |                                    |
| 1998 | Advice from a Caterpillar                                          | Lizbeth                   | Filme televisivo                   |
| 1999 | Annie                                                              | Molly                     |                                    |
| 1999 | Cradle Will Rock                                                   | Silvano - Giovanna        |                                    |
| 2000 | The Audrey Hepburn Story                                           | Audrey Hepburn aos 8 anos | Filme televisivo                   |
| 2000 | Joe Gould's Secret                                                 | Elizabeth Mitchell        | Filme televisivo                   |
| 2002 | The Empath                                                         | Jovem Christine           |                                    |
| 2004 | Espanglês                                                          | Amiga na Festa do Pijama  |                                    |
| 2007 | Blind Date                                                         | Criança                   | Voz                                |
| 2010 | Monster Heroes                                                     | Delilah                   |                                    |
| 2010 | The Science of Cool                                                | Desconhecido              |                                    |
| 2011 | Cougars, Inc.                                                      | Courtney                  |                                    |
| 2011 | Sexo e Consequência                                                | Tracey                    |                                    |
| 2011 | Um Geek Encantador                                                 | Dylan Schoenfield         | Filme televisivo                   |
| 2012 | O Diário de Carson Phillips                                        | Claire Mathews            |                                    |
| 2013 | April Apocalypse                                                   | Samm                      |                                    |
| 2013 | Todo Mundo Em Panico 5                                             | Mia                       |                                    |
| 2013 | Call Me Crazy: A Five Film                                         | Grace                     | Filme televisivo. Segmento "Grace" |
| 2014 | Academia de Vampiros                                               | Natalie Dashkov           |                                    |
| 2014 | Saindo do Armário                                                  | Ava                       |                                    |
| 2015 | See You in Valhalla                                                | Johana Burwood            | Também como produtora              |
| 2016 | Satanic                                                            | Chloe                     |                                    |
| 2016 | Lego DC Comics Super Heroes: Justice League - Gotham City Breakout | Batgirl                   | Voz                                |
| 2016 | XOXO                                                               | Krystal                   | Também como produtora executiva    |
| 2017 | Dirty Dancing                                                      | Lisa Houseman             | Filme televisivo                   |
| 2019 | The Wedding Year                                                   | Mara Hickey               | Também como produtora executiva    |

### Televisão
| Ano         | Título                                                  | Personagem                | Notas                                     |
| ----------- | ------------------------------------------------------- | ------------------------- | ----------------------------------------- |
| 1997 - 1998 | Another World                                           | Rain Wolfe                |                                           |
| 1998        | Trinity                                                 | Shy Girl                  | Episódio "No Secrets"                     |
| 2000        | All My Children                                         | Karen                     | 2 episódios                               |
| 2000        | Falcone                                                 | Jess Pistone Egan         |                                           |
| 2001        | Law & Order: SVU                                        | Lily Ramsey               | Episódio "Repression                      |
| 2002        | Touched by an Angel                                     | Grace                     | Episódio "A Feather on the Breath of God" |
| 2004        | Law & Order                                             | Kristine McLean           | Episódio "The Dead Wives Club"            |
| 2005        | Law & Order: Trial by Jury                              | Brianne Colby             | Episódio "Vigilante"                      |
| 2007        | One Life to Live                                        | Heather                   | 7 episódios                               |
| 2008-2009   | Lipstick Jungle                                         | Maddie Healy              | Personagem principal, 15 episódios        |
| 2009        | Law & Order: SVU                                        | Jennifer Banks            | episódio "Hothouse"                       |
| 2009-2020   | Modern Family                                           | Haley Dunphy              | Personagem principal                      |
| 2010        | Cubed                                                   | Ela mesma                 | Episódio 4 da 2ª temporada                |
| 2011        | Childrens Hospital                                      | Pessoa Famosa             | Episódio "Nip/Tug"                        |
| 2012        | Punk'd                                                  | Ela mesma / Cúmplice      | Episódio "Lucy Hale"                      |
| 2012 - 2015 | Randy Cunningham: Ninja Total                           | Theresa Fowler (voz)      | 11 episódios                              |
| 2013        | Bonnie & Clyde                                          | Blanche Barlow            | Minissérie                                |
| 2014        | Robot Chicken DC Comics Special 2: Villains in Paradise | Lena Luthor (voz)         | Especial                                  |
| 2014        | No Calor de Cleveland                                   | Ivy                       | Episódio "Rusty Banks Rides Again"        |
| 2015        | Repeat After Me                                         | Ela mesma                 | Episódio "101"                            |
| 2015        | A Guarda do Leão: Retorno do Rugido                     | Tifu (voz)                | Filme televisivo                          |
| 2016 - 2017 | A Guarda do Leão                                        | Tifu (voz)                | 4 episódios                               |
| 2016 - 2018 | Lip Sync Battle Shorties                                | Ela mesma / Apresentadora | Spinoff de Lip Sync Battle                |
| 2017        | Lip Sync Battle                                         | Ela mesma                 | Episódio "Sarah Hyland vs DeAndre Jordan" |
| 2017        | Shadowhunters                                           | Rainha Seelie             | Convidada especial, 2 episódios           |
| 2017        | A Guarda do Leão: The Rise of Scar                      | Tifu (voz)                | Filme televisivo                          |
| 2020        | RuPaul's Drag Race: All Stars                           | Ela Mesma                 | Jurada Convidada                          |
| 2022        | Bumper in Berlin                                        |                           | Em fase de produção                       |

### Videoclipes
| Ano  | Título                           | Artista                             |
| ---- | -------------------------------- | ----------------------------------- |
| 2009 | "In the Moonlight (Do Me)"       | Reid Ewing                          |
| 2016 | "Like I Did"                     | Shane Harper                        |
| 2016 | "Closer"                         | Boyce Avenue featuring Sarah Hyland |
| 2016 | "Don't Wanna Know"               | Boyce Avenue featuring Sarah Hyland |
| 2017 | "Don't Think Twice It's Alright" | Sarah Hyland and J. Quinton Johnson |
| 2018 | "Know You Anymore"               | BoTalks featuring Sarah Hyland      |

## Prêmios e indicações
| Ano  | Prêmio                 | Categoria                                                                        | Trabalho indicado | Resultado |
| ---- | ---------------------- | -------------------------------------------------------------------------------- | ----------------- | --------- |
| 2000 | Young Artist Awards    | Melhor performance em um longa-metragem ou filme para televisão (conjunto jovem) | Annie             | Indicada  |
| 2010 | Gold Derby Awards      | Conjunto do ano                                                                  | Modern Family     | Venceu    |
| 2010 | Teen Choice Awards     | Televisão: Estrela revelação feminina                                            | Modern Family     | Indicada  |
| 2012 | Teen Choice Awards     | Televisão: Ladra de cena                                                         | Modern Family     | Indicada  |
| 2014 | Teen Choice Awards     | Televisão: Ladra de cena                                                         | Modern Family     | Indicada  |
| 2018 | Teen Choice Awards     | Atriz de televisão: Comédia                                                      | Modern Family     | Indicada  |
| 2019 | Teen Choice Awards     | Atriz de televisão: Comédia                                                      | Modern Family     | Indicada  |
| 2010 | SAG Awards             | Performance excepcional por um conjunto em uma série de comédia                  | Modern Family     | Indicada  |
| 2011 | SAG Awards             | Performance excepcional por um conjunto em uma série de comédia                  | Modern Family     | Venceu    |
| 2012 | SAG Awards             | Performance excepcional por um conjunto em uma série de comédia                  | Modern Family     | Venceu    |
| 2013 | SAG Awards             | Performance excepcional por um conjunto em uma série de comédia                  | Modern Family     | Venceu    |
| 2014 | SAG Awards             | Performance excepcional por um conjunto em uma série de comédia                  | Modern Family     | Venceu    |
| 2015 | SAG Awards             | Performance excepcional por um conjunto em uma série de comédia                  | Modern Family     | Indicada  |
| 2016 | SAG Awards             | Performance excepcional por um conjunto em uma série de comédia                  | Modern Family     | Indicada  |
| 2017 | SAG Awards             | Performance excepcional por um conjunto em uma série de comédia                  | Modern Family     | Indicada  |
| 2013 | OFTA Television Award  | Melhor atriz coadjuvante em uma série de comédia                                 | Modern Family     | Indicada  |
| 2013 | Critics' Choice Awards | Melhor atriz coadjuvante em uma série de comédia                                 | Modern Family     | Indicada  |
| 2016 | Kids' Choice Awards    | Atriz favorita em uma série de família                                           | Modern Family     | Venceu    |